# جاك باركينسون (كرة سلة)
جاك باركينسون (بالإنجليزية: Jack Parkinson)‏ مواليد 04 مارس 1924 في إنديانا - الوفاة 29 مايو 1997، كان لاعب كرة سلة أمريكي. بدأ مسيرته الاحترافية في سنة 1949. تم اختياره من قبل فريق واشنطن كابيتولز خلال الدرافت. حمل الرقم 5. بلغ طوله 6 قدم 0 بوصة (1.8 م). اعتزل اللعب في 1950.

## روابط خارجية
- جاك باركينسون على موقع إن بي أي (الإنجليزية)
- جاك باركينسون على موقع سبورتس رفرنس (الإنجليزية)
- جاك باركينسون على موقع كلية كرة السلة في سبورتس رفرنس.كوم (الإنجليزية)
- جاك باركينسون على موقع ريلجم (الإنجليزية)
- جاك باركينسون على موقع بروبوليرز (الإنجليزية)